# 最強陰陽師の異世界転生記 〜下僕の妖怪どもに比べてモンスターが弱すぎるんだが〜
『最強陰陽師の異世界転生記 〜下僕の妖怪どもに比べてモンスターが弱すぎるんだが〜』（さいきょうおんみょうじのいせかいてんせいき 〜げぼくのようかいどもにくらべてモンスターがよわすぎるんだが〜）は、小鈴危一による日本のライトノベル作品。「小説家になろう」にて2018年12月26日より連載されており、第7回ネット小説大賞で受賞した後書籍化された。2019年7月31日から単行本版がMノベルス（双葉社）より刊行され、更に2022年から文庫版がモンスター文庫（双葉社）より刊行されている。イラストは単行本版の第1巻はシソ、第2巻以降は柚希きひろが担当し、文庫版は全巻夕薙が担当している。2025年1月時点でシリーズ累計発行部数は135万部を突破している。
メディアミックスとして、オカザキトシノリによるコミカライズが『がうがうモンスター』（双葉社）にて2020年5月19日より連載中。また2023年1月から4月までテレビアニメ『最強陰陽師の異世界転生記』が放送された。

## ストーリー
かつて朝廷に仕え、天才と称された陰陽師・玖峨晴嘉は信じていた朝廷からの裏切りにあい、非業の死を遂げた。だが死の直前、転生の呪いを使って異世界に転生する。セイカという少年に生まれ変わった晴嘉は、魔法とモンスターが存在するこの世界では魔力を持たない落ちこぼれとして見下されていた。だが彼の体には陰陽術の基盤となる呪力が満ちていた。今度の人生こそ失敗しないと誓ったセイカは目立たず平穏な人生を送ろうとするが、様々なトラブルに巻き込まれてしまい、陰陽術を駆使して妖怪達を従えて活躍する。

## 登場人物
声の項はテレビアニメの声優。
セイカ・ランプローグ
声 - 花守ゆみり
陰陽師。ウルドワイト帝国貴族であるランプローグ伯爵家の三男。国内では珍しい黒髪・黒瞳の少年。自称は「ぼく」。帝立ロドネア魔法学園の学生。
前世での名前は玖峨 晴嘉（くがの はるよし）（声 - 梅原裕一郎）。前世では歴代最強の陰陽師として名を馳せた男だったが、一方では策略に明るくなく、それも災いし、朝廷の皇位継承争いに巻き込まれ謀反の疑いをかけられた末に自身の弟子だった女性に殺害される。
異世界で転生したのは自分の魂が転生可能な肉体が元の世界に現れなかったからだろうと自身は分析している。ブレーズ・ランプローグ伯爵は実の父親ではなく、謎の女から魔族領で消息を絶ったブレーズの弟ギルベルトの息子として屋敷に託された（対外的には「妾の子」とされている）。まだ言葉を喋る前から魔法を行使し物体や生き物を壊していたため、義母からは魔族と怖れられ、兄たちからも忌避・拒絶されていた（兄たちは幼少だったので、そうなった理由は覚えていない）。3歳の時に魔力測定を行い「魔力なし」と判定された際に晴嘉の意思と記憶が目覚め、かつてのような破壊行動は行わなくなった。本人はそれ以前のこの世界の記憶がないため自分が家族や使用人から疎まれるのは妾の子であることと魔力が無いことが理由だと思い込んでいる。本人には見えないが、精霊はセイカに寄り付かない。
魔力の代わりに前世同様の呪力を所持しているため、陰陽術をアレンジして魔法らしく見せる事で評価を一変させた。邸を襲撃したモンスターを倒した事で父ブレーズに認められ、魔法学園に入学する。馬車が苦手でひどい乗り物酔いをする。
一見クールでドライに見えるが、実際は国一つを簡単に滅ぼせる力を持ちながらも孤独に生きることができず、親しい相手の危機は自分が破滅しても見過ごせない情の厚さを持つ。前世での敗死もそれも原因の一つであり転生後は改めようと誓ったものの、感情的に動いてしまうのは前世から変わっていない。前世では長い人生で大勢の孤児を引き取り弟子として育てていたため、転生後の同年代であるイーファやアミュ、メイベルに対しても保護者目線で接し、自分が相手から男性として好意を持たれている自覚がない。
ユキ
声 - 小倉唯
玖峨晴嘉に仕えていた管狐（くだぎつね）で、転生した彼が召喚した初の妖怪。主への忠誠心は変わっておらず、セイカの忠実な僕となる。今世で召喚されて以降は、位相に戻るのは嫌だという理由でセイカの髪の毛の中に潜んでいる。セイカが感情的になった際は冷静に止めようとするが、どうしても止められない時はセイカの判断を尊重する。
多数の管狐を従える女飯綱使いだった前の主人から血統が良く白い姿が珍しいので凄い力があるだろうとして譲られたが、憑依や神通力といった本来の管狐としての能力は一切使用できないため、晴嘉から人間に変化する力を与えられて下働きとして仕えていた。前世では妙齢の女性の姿だったが、現世ではセイカと同じ年ぐらいの少女になっている。
イーファ
声 - 和氣あず未
ランプローグ家の奴隷を務める金髪の美少女。セイカとは1歳違いの年上であるためかつてのセイカの奇行は知らず、先入観なくセイカと接し唯一の友人になった。
人間の使う魔法の適性は低いが、普通の人には見えない精霊が見え、セイカの指導を受けて精霊を操ることで魔法を偽装できるようになった。本人も知らなかったがこれは森人（エルフ）と同じ能力であり、リゼからはエルフの血を引いた先祖返りと推定されている。セイカの推薦で彼の従者となり、ロドネア魔法学園の学生になる。12歳にして大人顔負けの巨乳を持つ。
アミュ
声 - 稗田寧々
帝立ロドネア魔法学園の学生。冒険者とギルド関係者の間に生まれた平民だが地水火風の4属性魔法に秀でており、魔族からは勇者候補として危険視されている。非常にプライドが高く、魔力を持たないセイカに厳しく接した。
戦う事を異常なまでに好み、幼い頃は他人の生死に無頓着な戦闘狂だった。現在もその片鱗を残している。無愛想だが心を許した相手には笑顔を見せる。冒険者とよくいたため、猥談を好む。
その顔立ちは、髪の色を除いて玖峨晴嘉が幼少期に亡くした姉や、その生き写しのようだったかつての晴嘉の愛弟子（晴嘉を殺した女性）に似ており、セイカは初めて彼女と会った時に驚いていた。
帝国の勇者不要派閥によって謀殺されかけ、セイカが強引に救出したことでセイカと共に学園を事実上退学となる。この時初めて自身が勇者として扱われていることを知った。
メイベル・クレイン
声 - 鬼頭明里
クレイン男爵家の養女。帝立ロドネア魔法学園の学生。アミュと互角以上に渡り合える実力の持ち主だが勉学は苦手。カイルの妹で、当初は髪を染めていた。「メイベル」はかつての勇者の名であるが、本名である。
帝都総合武術大会にはアミュの代理、「身代わりの勇者」として参加。学園からは大会で敗死して魔族の目を誤魔化す事を、育てられたルグローク商会からはカイルを完璧な兵士とする為に殺される事を期待されていたが、本人は苦しむ兄を殺すつもりだった。大会では準決勝でセイカに敗北。兄の死を見届けた後は髪の色を戻して、セイカ達と仲良くなった。本人は誰からも必要とされていないと思い込んでいたが、実際は学園長はセイカが彼女を救ってくれる事を期待しており、クレイン男爵家からは娘として可愛がられている。
学園やクレイン男爵家ではルグローク商会からの刺客が来ることを常に警戒しており、セイカの実家で滞在した間は久しぶりに警戒せずに済むため、完全にだらけてしまっていた。ゾルムネムたちが学園を襲撃した際は、その警戒心ゆえにセイカの人払いの術に惑わされず、ムデレヴを商会からの刺客と勘違いして戦った。
入道（にゅうどう）
声 - 杉崎亮
玖峨晴嘉に仕えていた妖怪の一体。セイカによって召喚され、巨大なモンスター（エルダーニュート）を住処から追いやることでランプローグ邸を襲うように仕向ける役目を担った。
覚（さとり）
声 - 中尾隆聖
玖峨晴嘉に仕えていた妖怪の一体。人間の心を読むことができるため、敵対者から情報を聞き出すためにセイカによって召喚される。聞き出した後は召喚の対価及び口封じとしてその人物を食べさせている。
フィオナ・ウルド・エールグライフ
声 - 本渡楓
ウルドワイト皇帝の娘。「聖皇女」と呼ばれるがそういう称号があるわけではなく、皇帝が中央神殿の巫女と姦淫した醜聞の結果生まれたたためそう呼ばれる。ランプローグ邸に逗留中にこの時代の勇者であるアミュに会うことを希望したため、セイカはイーファ、アミュ、メイベルを連れて2年ぶりに実家へ帰ることになった。原作では3巻から登場だが、アニメ版では第2話のラストで先行して姿を見せている。
彼女を生んですぐに亡くなった母親は数百年に一度生まれる勇者と魔王の誕生を予言する「託宣の巫女」の血を引いており、フィオナもまた未来視の能力を持つ。視える未来はちょっとした原因で変わってしまうものもあれば、どれだけ回避しようとしても起こることが定められたものまで様々であるが、その能力と政治家としての高い能力を活かして国内の様々な問題を解決し、後ろ盾がない庶子の皇女でありながら高い影響力を持ちつつある。セイカとアミュに強い関心を持ち関わろうとするが、それも避けられない未来を視たが故である。未来視の存在により常に懐疑的な態度を取るセイカに対して、事あるごとに自分が味方であることを語り続けている。
Web版では仄めかされた程度だが、セイカとは未来で強い関わりが「あった」人物であり、書籍版で書き下ろされた彼女の過去編でその詳細とセイカへの想いが描かれている。
カイル
声 - 松岡禎丞
ルグローク商会護衛部隊の少年で、メイベルの兄。昔は普通の少年だったが、商会に改造されて無感情な兵士にされてしまった。
武術大会では対戦相手をほぼ全員殺害して決勝でセイカと激突。セイカは彼を救おうとしたが、体に致死の呪印が刻まれており救えなかった。死ぬ前に記憶を取り戻し、セイカにメイベルの事を託した。
セシリオ・アスティリア
声 - 梶原岳人
ウルドワイト帝国の属国であるアスティリア王国の第一王子。領地内に古くから住むドラゴンが家畜を襲ったり領民を脅かすようになったためランプローグ家に調査を依頼するが、魔法学園で出会ったイーファに一目惚れして、彼女を自分の後宮（ハレム）に誘う。なお、この国は帝国の属国になって以降は女王の即位や養子相続が認められるようになったため男子にこだわる必要がなくなり、ハレムはかつてのような権謀渦巻く女性の園ではなく身分に関係なく優秀な女性に高度な教育をする女子大学のような機関となっており、王の妻以外にも優秀な文官を多数輩出している。セイカも（自分がイーファに想われている自覚が無いので）イーファが望むのならば将来この国で奴隷解放されてハレム入りしてもいいのではないかと考えていた。
決して悪人ではないがあまり優秀という訳でもなく、優秀な現女王である母親に強いコンプレックスを持ち、自分の手柄を立てることにこだわる。セイカがドラゴンの行動の理由と人間と共存できる方法を解明して以降も、領民がどう思うかを無視してドラゴンを退治して手柄にすることに固執し、セイカを呆れさせる。遂にはドラゴンと仲良くなったセイカに対してドラゴンに毒を盛ることを指示し、セイカが拒否するとランプローグ家を通じて帝国政府と交渉するために強引な理由を付けてセイカを拘束しようとする。セイカは自分が捕まること自体は「大ごとにならないように後で逃げればいい」と諦観していたのだが、セシリオがイーファをセイカから引き離そうとしたことはイーファ目当ての行動だと判断し、民の利益より自分の欲望を優先するのかと激怒。感情的になったセイカから為政者失格として叱責された上に「お前にイーファをやれるか!」と怒鳴られ、イーファからもフラれてしまった。
リゼ
声 - 佐藤利奈
森人（エルフ）の女性。セシリオの従者。若く見えるが実際は100歳程度であり、幼い頃から仕えているためセシリオは頭が上がらない。
イーファに執着するセシリオに呆れながらも、精霊が全く寄り付かない異質な存在であるセイカを魔族なのではと強く警戒し、同族の血を引くイーファを無理矢理にでもセイカから引き離そうとしていたが、ドラゴンとの共存が可能だと実証したセイカが、イーファと心の底から信頼しあっているのを目の当たりにして、ドラゴンと共存できるのならば得体の知れない異質な存在であっても共存できるかもしれないと考え直し、暴走するセシリオを一喝した。
グライ・ランプローグ
声 - 上村祐翔（幼少時 - 杉山里穂）
ランプローグ家の次男。幼少時から中級魔法が使える自分に才能があることに自惚れており、魔法の能力を持たないセイカに攻撃的だった。また奴隷であることからイーファに難癖をつけ、自分の思うが儘にしようと考えることも。しかし自邸にモンスターが現れた時は真っ先に逃げ出している。
モンスター討伐後もセイカの力を認めようとしなかったが、ブレーズより「この十数年間、何をして過ごして来たのか」と詰問される。そしてセイカに魔法学校の受験を認めると同時に、本来入学予定だった自身は帝国軍への入隊を言い渡されてしまう。能力のある自分を差し置いて、魔力を持たないセイカと奴隷であるイーファの受験を許可されたことに激高し、セイカに決闘を申し込む。しかしここでも悪い性格が現れ、本来ブレーズが指示した決闘のルールが手ぬるいと感じ、決闘の前夜にセイカとやりあい敗北した。
アミュたちを連れたセイカがランプローグ邸に帰郷した際に2年ぶりにセイカと再会。不本意だった軍人の道だったが本人の性に合っていたため凄腕の魔法戦士として小隊長を任されるまでに成長、フィオナに聖騎士としてスカウトされ側近として仕えている。心身ともに大人となり武術大会で優勝したセイカの実力を認め、憎まれ口を言い合いながらも険悪とはならない兄弟としての距離感が取れるようになっていた。2年前の敗北の屈辱を忘れたわけではなくセイカと再戦をしようとしていたが、フィオナに止められ素直に従った。
ルフト・ランプローグ
声 - 大塚剛央（幼少時 - 三宅麻理恵）
ランプローグ家の長男。次期ランプローグ家の当主候補。グライとは正反対の性格で、自邸にモンスターが現れた際は冷静にメイドたちへ指示を出していた。セイカのことも幼少から気遣っていたが、兄としてどう接して良いのかわからず年月が経過してしまう。それでもセイカの成長後は習った剣技を教えたり、誕生日には家族で唯一ガラス製のペンをプレゼントに贈るなど弟思いの優しい兄。セイカからも「ルフト兄」と慕われている。
ブレーズ・ランプローグ
声 - 速水奨
ランプローグ家の現当主で、セイカたちの父親。セイカに力はあれど魔力を持たないことから魔法学校に通わせようとしなかったが、力を持っていることは把握していた。モンスター騒ぎの後セイカより懇願され、イーファ共々魔法学校への受験を認める。
一方でセイカの力はただ者ではないと気づいており、「帝国軍へ入隊させれば勇者どころか魔王にもなり得る恐ろしい力を持っている」と考え、セイカを魔法学校へ進学させる代わりにグライを軍へ送った。
ベルタ・ランプローグ
声 - 五十嵐麗
ブレーズの妻にして、ルフトとグライの母親。夫が引き取ったセイカが魔法で破壊・殺戮を行うことから魔族ではないかと怯え、その奇行が収まって以降も母として接することができず、実の息子たちがセイカと争うことを危惧している。
ギルベルト
ブレーズの弟であり、セイカの本当の父親とされる人物。兄によると、奔放で貴族らしさのない変わり者だったらしい。学園を卒業後は冒険者になったが、魔族領で消息を絶った。
カレン
声 - 長妻樹里
ロドネア魔法学園の女性教師。
コーデル
声 - 赤羽根健治
ロドネア魔法学園の教師。ガレオスが悪魔を召喚した魔法陣を書いた。光魔法を使い遠隔で呪いをかけ、病気に偽装して殺すことができる画期的な方法を独自に編み出した。この魔法の弱点は時間を要することである。この魔法を使い勇者を呪い殺そうとした。セイカが呪いの発動条件を悪魔の血を浴びたものであることを知り、札に移した後自分に移し、呪い返しを行って逆に呪い殺された。
ロドネア魔法学園学園長と副学園長
声 - 愛河里花子（学園長）、清川元夢（副学園長）
ボル・ボフィス
声 - 黒田崇矢
ガル・ガレオス
声 - 楠大典
ロドネア魔法学園を襲撃した魔族。セイカの召喚した蛟によって倒された。
ゾルムネム
声 - 子安武人
神魔族の魔法剣士で勇者討伐パーティ（ガル・ガニス、ムデレヴ、ピリスラリア、ロ・ニ）のリーダー。見た相手の能力を見通す力を持ち、原作ではゲームのステータス画面のような数値が読者にも表示されていたが、テレビアニメ版では魔族の文字で表示されていたため、名前が翻訳されている以外は視聴者に詳細は判らない。
わずか5人でウルドワイト帝国に侵入し、多数の人間を殺害しつつ魔法学園まで到達する。四方から学園を襲撃して中の人間を皆殺しにして勇者を抹殺しようとするも、それを察知していたセイカが学園周辺に人払いの術をかけていたためメイベル以外の誰も気づかれず一か所に誘き出されてしまう。セイカ一人によってパーティを壊滅させられ、魔族にとって最悪の事態が起きていることを悟る。勝てないことを承知の上でガル・ガニスを逃がすためセイカに立ち向かい、陰陽術で作成された溶鉄を浴びて焼死。なおガル・ガニスはその後殺害された為、無駄死にとなってしまった。
彼らの死は帝国の勇者不要派閥に「魔族からの特使をアミュが殺害した」という名目として利用されることになった。
ガル・ガニス
声 - 小山剛志
黒の一族の次期族長候補である悪魔族。ガル・ガレオスの弟。見た目は厳ついが、食事を取らないゾルムネムを気遣う優しい性格。セイカの正体を魔族の仲間に伝えるようゾルムネムに指示され、一人だけ逃走に成功したものの、セイカの遠隔呪詛術で胸を貫かれて死亡。
ムデレヴ
声- 稲田徹
最強の鬼人族（オーガ）の重戦士。見た目通りの武闘派で、あらゆる属性の魔法に耐性を持つ。
魔法学園に侵入後メイベルと戦闘になるが、途中でセイカがメイベルを転移させたことで終了。
その後のセイカの呪詛術には耐性が無く、あっさり斬首されて即死。
ピリスラリア
声 - 高尾奏音
三眼族（トライア）の少女呪術師。強力な邪眼の副作用でほとんどの時間を半分寝た状態で過ごし、歩くことは無く空中を浮遊し続けている。邪眼を使用する際は額の三つ目の眼が開く。
セイカの呼び出した巨大な白蛇（はくだ）の邪視で心臓を止められて死亡。
ロ・ニ
声 - 榊原優希
優れた調教師（テイマー）である兎の獣人。野生のモンスターはもちろん、他のテイマーがテイムしているモンスターであろうとも一言話しかけるだけで手懐けることができる。人懐っこそうな印象の態度を取るが、自分に必要ないと判断すると従魔に捕食させるなど残虐な一面を併せ持つ。
ピリスラリアを倒した白蛇をテイムしようとしたが、そもそも力ずくで従わせるという形式を取る妖にテイムの力は通用せず、丸呑みにされて死亡。

## 既刊一覧

### 小説
- 小鈴危一（著）・シソ（イラスト、第1巻）・柚希きひろ（イラスト、第2巻以降）『最強陰陽師の異世界転生記 〜下僕の妖怪どもに比べてモンスターが弱すぎるんだが〜』双葉社〈Mノベルス〉、既刊5巻（2021年10月29日現在）
  1. 2019年7月31日発売[18]、ISBN 978-4-575-24194-5
  2. 2020年2月29日発売[19]、ISBN 978-4-575-24255-3
  3. 2020年6月30日発売[20]、ISBN 978-4-575-24294-2
  4. 2020年12月28日発売[21]、ISBN 978-4-575-24361-1
  5. 2021年10月29日発売[22]、ISBN 978-4-575-24460-1
- 小鈴危一（著）・夕薙（イラスト）『最強陰陽師の異世界転生記 〜下僕の妖怪どもに比べてモンスターが弱すぎるんだが〜』双葉社〈モンスター文庫〉、既刊8巻（2025年1月30日現在）
  1. 2022年7月29日発売[23]、ISBN 978-4-575-75309-7
  2. 2022年8月29日発売[24]、ISBN 978-4-575-75312-7
  3. 2022年9月30日発売[25]、ISBN 978-4-575-75314-1
  4. 2022年12月28日発売[26]、ISBN 978-4-575-75319-6
  5. 2023年4月28日発売[27]、ISBN 978-4-575-75323-3
  6. 2023年7月28日発売[28]、ISBN 978-4-575-75329-5
  7. 2024年1月30日発売[29]、ISBN 978-4-575-75334-9
  8. 2025年1月30日発売[7]、ISBN 978-4-575-75349-3

### 漫画
- オカザキトシノリ（漫画）・小鈴危一（原作）・柚希きひろ / 夕薙（キャラクター原案）『最強陰陽師の異世界転生記 〜下僕の妖怪どもに比べてモンスターが弱すぎるんだが〜』双葉社〈モンスターコミックス〉、既刊10巻（2025年6月13日現在）
  1. 2020年7月30日発売[30]、ISBN 978-4-575-41137-9
  2. 2021年1月30日発売[31]、ISBN 978-4-575-41201-7
  3. 2021年7月30日発売[32]、ISBN 978-4-575-41278-9
  4. 2022年1月28日発売[33]、ISBN 978-4-575-41358-8
  5. 2022年7月29日発売[34]、ISBN 978-4-575-41464-6
  6. 2023年1月30日発売[35]、ISBN 978-4-575-41578-0
  7. 2023年8月30日発売[36]、ISBN 978-4-575-41695-4
  8. 2024年5月15日発売[37]、ISBN 978-4-575-41835-4
  9. 2024年11月15日発売[38]、ISBN 978-4-575-42018-0
  10. 2025年6月13日発売[39]、ISBN 978-4-575-42171-2

## テレビアニメ
2022年1月にアニメ化企画進行中であることが発表され、同年7月にテレビアニメ化が発表された。『最強陰陽師の異世界転生記』のタイトルで2023年1月から4月までAT-Xほかにて放送された。

### スタッフ
- 原作 - 小鈴危一[10]
- キャラクター原案 - 柚希きひろ、夕薙[10]
- 総監督 - 長山延好[10]
- 監督・モンスターデザイン - 渋谷亮介[10]
- アニメーション監修 - 杉本光司
- シリーズ構成・脚本 - 待田堂子[10]
- キャラクターデザイン・総作画監督 - 菊池政芳、上野沙弥佳[10]
- プロップデザイン - 渋谷亮介、白﨑詩織、佐藤玲子
- 美術監督 - 湖山真奈美
- 色彩設計 - 藤井瞳
- 撮影監督 - 服部安
- 編集 - 岡祐司
- 3Dディレクター - 後藤雅人
- 音響監督 - 中谷希美
- 音響制作 - ビットグルーヴプロモーション
- 音楽 - 桶狭間ありさ[10]
- 音楽制作 - キングレコード
- 音楽プロデューサー - 諏訪豊
- プロデューサー - 西啓、飯島江美子、柱山泰佐
- アニメーションプロデューサー - 江里口武志
- アニメーション制作 - スタジオブラン[10]
- 製作 - 「最強陰陽師の異世界転生記」製作委員会

### 主題歌
「RECONNECTION」
angelaによるオープニングテーマ。作詞はatsuko、作曲はatsukoとKATSU、編曲はKATSU。
「リンク」
イーファ（和氣あず未）、アミュ（稗田寧々）、メイベル（鬼頭明里）による通常エンディングテーマ。作詞・作曲はヨシダタクミ、編曲は中島生也。放送されたエピソードによって、誰か一人だけ歌うソロ曲や、3人全員で歌う曲へと変化する。
「月夜のタクト」
Souによる第3話限定エンディングテーマ。作詞・作曲・編曲は月蝕會議。

### 各話リスト
| 話数     | サブタイトル         | 絵コンテ   | 演出            | 作画監督                                                           | 初放送日      |
| -------- | -------------------- | ---------- | --------------- | ------------------------------------------------------------------ | ------------- |
| 第一話   | 最強の陰陽師         | 渋谷亮介   | 渋谷亮介        | 藤田真弓 山﨑輝彦                                                  | 2023年 1月7日 |
| 第二話   | 学園都市ロドネア     | 石栗和弥   | 石栗和弥        | 藤田真弓 山﨑輝彦 池添優子 乘冨梓 jumondou seoul                   | 1月14日       |
| 第三話   | 託宣の勇者           | 渋谷亮介   | 石栗和弥        | 山﨑輝彦 永田文宏 池添優子 乘冨梓 谷口繁則 jumondou seoul          | 1月21日       |
| 第四話   | ダンジョン・トラップ | 青木香奈枝 | 青木香奈枝      | 金璐浩 山﨑輝彦 池添優子 乘冨梓 jumondou seoul                     | 1月28日       |
| 第五話   | メイベル・クレイン   | 渡真利晃喜 | 渡真利晃喜      | 金璐浩 山﨑輝彦 永田文宏 菅原美智代 池添優子 乘冨梓 jumondou seoul | 2月4日        |
| 第六話   | それぞれの思惑       | 中嶋清人   | 中嶋清人        | 永田文宏 乘冨梓 堤絵梨果 山﨑輝彦 菅原美智代 jumondou seoul        | 2月11日       |
| 第七話   | 兄妹                 | 渡真利晃喜 | 渡真利晃喜      | 永田文宏 乘冨梓 堤絵梨果 山﨑輝彦 菅原美智代 谷口繁則              | 2月18日       |
| 第八話   | イーファの想い       | 青木香奈枝 | 金承徳          | 永田文宏 乘冨梓 堤絵梨果 山﨑輝彦 菅原美智代 jumondou seoul        | 2月25日       |
| 第九話   | イーファの決意       | 石栗和弥   | 宮﨑修治        | 永田文宏 乘冨梓 堤絵梨果 山﨑輝彦 菅原美智代 jumondou seoul        | 3月4日        |
| 第十話   | 聖皇女               | 渡真利晃喜 | 粟井重紀        | 永田文宏 乘冨梓 堤絵梨果 山﨑輝彦 菅原美智代 jumondou seoul        | 3月11日       |
| 第十一話 | 未来視               | 渡真利晃喜 | 渡辺純央        | 永田文宏 乘冨梓 堤絵梨果 jumondou seoul                            | 3月18日       |
| 第十二話 | 最悪の魔王           | 宮﨑なぎさ | 遠藤良柄 李起燮 | 永田文宏 乘冨梓 堤絵梨果 山﨑輝彦 金璐浩 jumondou seoul            | 3月25日       |
| 第十三話 | 新たなる旅立ち       | 山田浩之   | 中嶋清人        | 永田文宏 乘冨梓 堤絵梨果 山﨑輝彦 金璐浩 谷口繁則 jumondou seoul   | 4月1日        |

### 放送局
| 放送期間              | 放送時間                     | 放送局   | 対象地域 | 備考                                 |
| --------------------- | ---------------------------- | -------- | -------- | ------------------------------------ |
| 2023年1月7日 - 4月1日 | 土曜 23:30 - 日曜 0:00       | AT-X     | 日本全域 | CS放送 / 字幕放送 / リピート放送あり |
| 2023年1月8日 - 4月2日 | 日曜 1:30 - 2:00（土曜深夜） | TOKYO MX | 東京都   |                                      |
|                       |                              | BS11     | 日本全域 | BS放送 / 『ANIME+』枠                |

| 配信開始日    | 配信時間                           | 配信サイト |
| ------------- | ---------------------------------- | --- |
| 2023年1月8日  | 日曜 1:30（土曜深夜） 更新         | dアニメストア DMM TV |
| 2023年1月13日 | 金曜 0:00（木曜深夜） 以降順次更新 | Amazonプライム・ビデオ ABEMA U-NEXT アニメ放題 J:COMオンデマンド みるプラス TELASA auスマートパスプレミアム FOD バンダイチャンネル Hulu ひかりTV GYAO! ビデオマーケット music.jp Google Play / YouTube HAPPY!動画 iTSCOMオンデマンド OnGenムービー ムービーフル クランクイン！ビデオ |

### BD / DVD
| 発売日        | 収録話                   | Blu-ray   | DVD       |
| ------------- | ------------------------ | --------- | --------- |
| 2023年5月26日 | 本編約350分(13 EPISODES) | KWXA-2868 | KWBA-2869 |

### ミニアニメ
『最強陰陽師の異世界転生記 みに』は2022年12月26日から2023年3月28日までテレビアニメ公式Twitterにて配信されたミニアニメ。セイカとユキ（あるいはアミュ、イーファ、メイベル）による登場人物の紹介やアニメ本編のふりかえりをする。

### ボイスドラマ
Asmik Ace YouTubeチャンネルにて、転生前の玖峨晴嘉とユキを描いた番外編「雪白の管狐」のボイスドラマが全5章で公開される。